# Fouronnes
Fouronnes is een gemeente in het Franse departement Yonne (regio Bourgogne-Franche-Comté) en telt 147 inwoners (2005). De plaats maakt deel uit van het arrondissement Auxerre.

## Geografie
De oppervlakte van Fouronnes bedraagt 18,6 km², de bevolkingsdichtheid is 7,9 inwoners per km².
De onderstaande kaart toont de ligging van Fouronnes met de belangrijkste infrastructuur en aangrenzende gemeenten.

## Demografie
Onderstaande figuur toont het verloop van het inwonertal (bron: INSEE-tellingen).